# サミ・ヒンカ
サミ・ヒンカ（よりフィンランド語に近い表記ではサミ・ヒンッカ、Sami Hinkka、1978年4月27日 - ）は、フィンランドのヘヴィメタルミュージシャン。エンシフェルムの現ベーシストである。ベース以外にもボーカルを担当することがある。

## 略歴
2004年にフィンランドのヴァイキングメタルバンド、エンシフェルムに、ユッカ＝ペッカ・ミエティネンに代わってベーシスト兼バックボーカリストとして加入。エンシフェルムに加入する数年前から、メロディックデス/ドゥームメタルバンドのRaptureに参加していた。エンシフェルム加入から、2年が経過した2006年にRaptureから脱退。エンシフェルムに専念することになる。
現在は、ミッコ・レフトのソロプロジェクトであるオクトーバー・フォールズ (October Falls)にも参加している。
ゲストとして、ソニックやウィンターサンの音源にゲスト参加している。

## ミュージシャンとしてのスタイル
ベーシストとしては、ワーウィックの5弦ベース、6弦ベースを使用している。フィンガー・ピッキングを使用しており、タッピングの技術には定評がある。
エンシフェルムでは、ベースに加えて、ギタリストのマルクス・トイヴォネンと共に、バッキングボーカル/クワイアボーカルも担当している。主に、クリーン・ボーカルを務めているが、楽曲によってはハッシュ・ボーカルもつとめている。また、作詞家としても貢献しておりVictory SongsとFrom Afarの詞の多くを手がけている。2008年のエンシフェルムのロシアツアーにおいては、リードボーカリストのペトリ・リンドロスの病気のため、サミ・ヒンカがリードボーカリストとしてステージに立った。

## ディスコグラフィ

### エンシフェルム
- 2006年 Dragonheads (EP)
- 2006年 10th Anniversary Live (DVD)
- 2007年 Deathbringer from the Sky (Single)
- 2007年 One More Magic Potion (Single)
- 2007年 Victory Songs
- 2009年 From Afar (Single)
- 2009年 From Afar
- 2010年 Stone Cold Metal (Single)
- 2012年 Burning Leaves (Single)
- 2012年 Unsung Heroes

### Rapture
- 2005年 Silent Stage

### ゲスト参加
- 2011年 Chthonic - 皇軍 / TAKAO (Single) (ゲストボーカルとして参加)
- 2012年 Wintersun - Time I (コーラスに参加)